# اسکندهه
در فلسفه بودایی، اسکندهه (انگلیسی: Skandha) (سانسکریت) یا کندهه (khandha) (پالی) به معنای «توده»، «دسته» یا «گروه» است. این اصطلاح برای اشاره به پنج گروه یا دسته از پدیده‌هایی که وجود انسان را تشکیل می‌دهند، استفاده می‌شود.
در فلسفه بودایی، اسکندهه پنج عنصر تشکیل‌دهنده وجود انسان است که شامل جسم، احساسات، ادراکات، شکل‌گیری‌های ذهنی و آگاهی است. این عناصر دائماً در حال تغییر هستند و هیچ‌کدام به تنهایی «من» یا «روح» ثابت و پایدار را تشکیل نمی‌دهند.
این پنج اسکندهه (مؤلفه) عبارتند از:
1. جسم (روپا): شکل یا ماده، که شامل بدن فیزیکی و حواس پنج‌گانه می‌شود.
2. احساسات (ودانا): احساسات و عواطف، شامل احساسات خوشایند، ناخوشایند و خنثی.
3. ادراکات (سامجنا): شناخت و ادراک، شامل توانایی تشخیص و شناسایی اشیا و پدیده‌ها.
4. شکل‌گیری‌های ذهنی (سمسکاره): افکار، عقاید، و تمایلات ذهنی.
5. آگاهی (ویجنانا): آگاهی از خود و جهان اطراف.

درک این نکته که همه چیز، از جمله خود ما، ناپایدار و در حال تغییر است، یکی از اصول اساسی آیین بودا است و به ما کمک می‌کند تا از رنج و وابستگی رها شویم. این مفهوم را می‌توان با یک رودخانه مقایسه کرد که در عین حال که هویت خود را حفظ می‌کند، قطرات آبی که آن را تشکیل می‌دهند، در هر لحظه متفاوت هستند.

## توضیح
اسکندهه (مؤلفه)، یک مفهوم کلیدی در آموزه‌های بودایی است. این مفهوم در کنار آموزه‌های سه نشان هستی (سه ویژگی هستی) به درک مسیر بیداری معنوی کمک می‌کند. بر اساس این آموزه، وجود انسان را می‌توان با پنج عامل توصیف کرد: احساسات بدن مادی با اندام‌های حسی آن، احساسات، ادراک، شکل‌گیری‌های ذهنی و در نهایت، آگاهی. 
«وابستگی به پنج اسکندهه»Pañcaupādānaskandhāḥ در بودیسم به عنوان علت رنجDukkha دیده می‌شود. علاوه بر این، ارتباطی با آموزه «عدم وجود خود»Anatta وجود دارد. این آموزه بیان می‌کند که فراتر از پنج اسکندهه که دائماً در حال تغییر هستند، هیچ خود دائمی و تغییرناپذیری وجود ندارد. بودا در یکی از اولین آموزه‌های خود، در «گفتار در مورد ویژگی‌های عدم وجود روح»، توضیح داد که هیچ جزء یک شخص دارای ویژگی‌های یک روح ثابت نیست. از این نظر، دوگانه‌گرایی ذهن و بدن در تصویر غربی از انسان با تصویر بودایی از انسان متفاوت است.
مفهوم شکل‌گیری‌های ذهنی بسیار پیچیده است و شامل موارد زیر می‌شود: اعمال و انگیزه‌های ارادی، اعمال و حالت‌های ادراکی، احساسات و عواطف، رفتارها و نگرش‌ها و همچنین دیدگاه‌ها (نگرش‌ها، تصاویر از خود).
این پنج عنصر وجودی انسان، یعنی جسم، احساسات، ادراکات، شکل‌گیری‌های ذهنی و آگاهی، دائماً در حال تغییر و دگرگونی هستند. برای افراد عادی که آموزش‌های لازم را ندیده‌اند، کنترل این عناصر دشوار است. این عناصر به سرعت تغییر می‌کنند و به یکدیگر وابسته‌اند، به همین دلیل انسان نیز تحت تأثیر تغییرات آن‌ها قرار می‌گیرد. در واقع، انسان یک جریان پیوسته و در حال تغییر است، نه یک جسم ثابت و پایدار. بنابراین، نه روحی جاودانه دارد و نه شخصیتی ثابت که اعمال و افکارش را تعیین کند، یعنی «من» وجود ندارد. بودا کاملاً به این موضوع اعتقاد داشت که انسان فانی است و تنها چیزی که از زندگی قبلی به زندگی بعدی منتقل می‌شود، کارما (اعمال و نتایج آنها) است. پس از تولد دوباره، این پنج عنصر وجودی به دلیل تغییر محیط، دوباره کاملاً تغییر می‌کنند.
این آموزه با مفهوم رنج («دوکخا») در بودیسم ارتباط نزدیکی دارد. تنها زمانی که بفهمیم «من» یک مفهوم موقتی و بدون وجود دائمی است، می‌توانیم از خودخواهی رها شده و از زندگی و در نتیجه از رنج رهایی یابیم. به همین دلیل، در آیین بودایی، باید از وابستگی به یک «من» دائمی یا اعتقاد به یک خود ثابت دست کشید، زیرا این باورها منجر به حرص و آز، نفرت و توهم می‌شوند. با رها شدن از این وابستگی‌ها، می‌توان کارمای منفی را که مانع رسیدن به نیروانا (رهایی از چرخه تولد و مرگ) می‌شود، از بین برد.

## تهیگی
وقتی به اجزای تشکیل‌دهنده وجود خودمان طبق آموزه‌های بودا نگاه می‌کنیم، می‌بینیم که هیچ «من» ثابت و پایداری در آنها وجود ندارد. برای درک بهتر این موضوع، می‌توانیم از تشبیه یک واگن استفاده کنیم. واگن فقط یک نام است و در واقع مجموعه‌ای از قطعات مختلف است. اگر به عمق آن برویم (به اجزای آن نگاه کنیم)، دیگر واگنی وجود ندارد. تفکر و مراقبه بر روی این پنج اسکندهه، به ما کمک می‌کند تا این حقیقت را درک کنیم. با این حال، ما معمولاً خود را به عنوان یک واحد ثابت می‌بینیم، که بودا آن را مانع اصلی در راه رسیدن به رهایی از چرخه زادمرگ می‌داند. در این تصور نادرست از یک «من» ثابت، می‌توان علت همه رنج‌هایمان را پیدا کرد.